# Masao Inoue
Masao Inoue (井上正夫, Inoue Masao), né à Tobe dans la préfecture d'Ehime le 15 juin 1881 et mort à Yugawara dans la préfecture de Kanagawa le 7 février 1950, est un acteur japonais, également réalisateur, qui participa au développement du cinéma et de l'art de la scène au Japon.

## Biographie

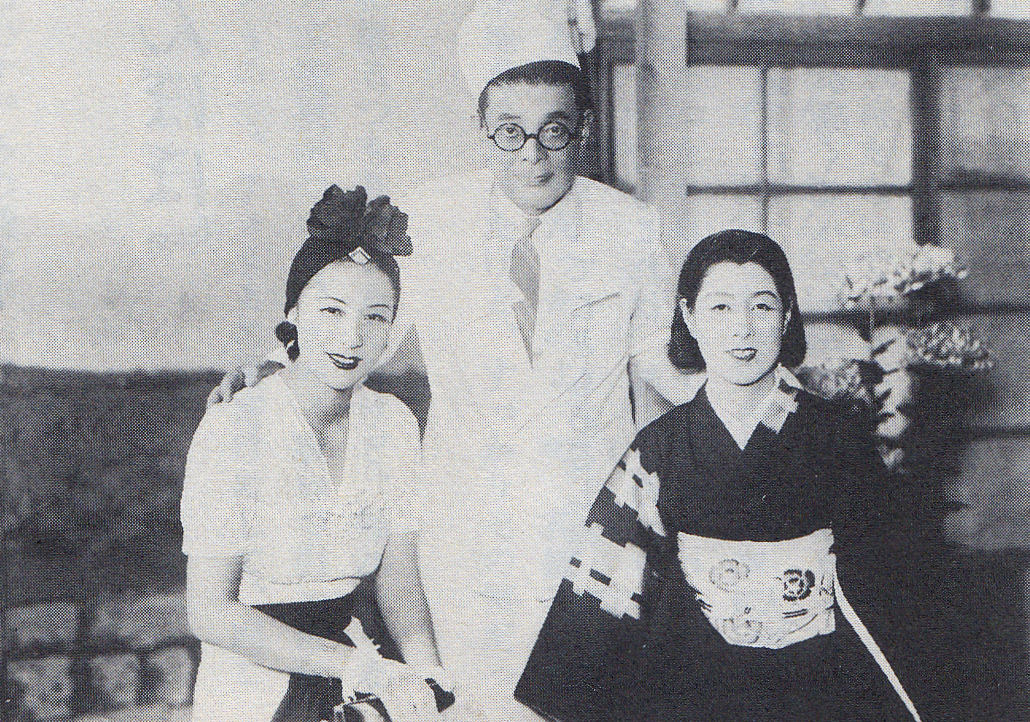
, Masao Inoue et Yaeko Mizutani en 1940.

Originaire de la préfecture d'Ehime, Inoue paraît sur scène pour la première fois à l'âge de 17 ans. Il commence par faire des tournées avec des troupes de théâtre, et fait ses débuts sur la scène de Tokyo en 1905 comme membre de la troupe de Hōyō Ii. Il devient rapidement un acteur de premier plan du théâtre shinpa et fonde en 1910 la Shin Jidaigeki Kyōkai. Il lance également sa propre école d'art dramatique en 1936 et est élu à l'Académie japonaise des arts en 1949,.
Inoue est un des premiers partisans de cinéma et réalise un film réformiste, La Fille du capitaine (Taii no musume, 1917) pour Kobayashi Shōkai à l'époque du mouvement du cinéma pur. Il est surtout connu en Occident pour son rôle dans le chef-d’œuvre expérimental de Teinosuke Kinugasa, Une page folle (1926), qu'il contribue à soutenir en refusant d'être payé pour ses services.

## Filmographie sélective

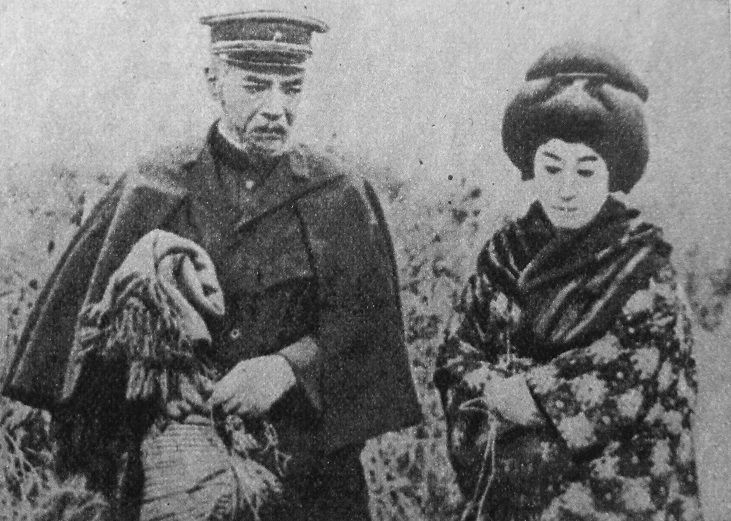
La Fille du capitaine (1917).

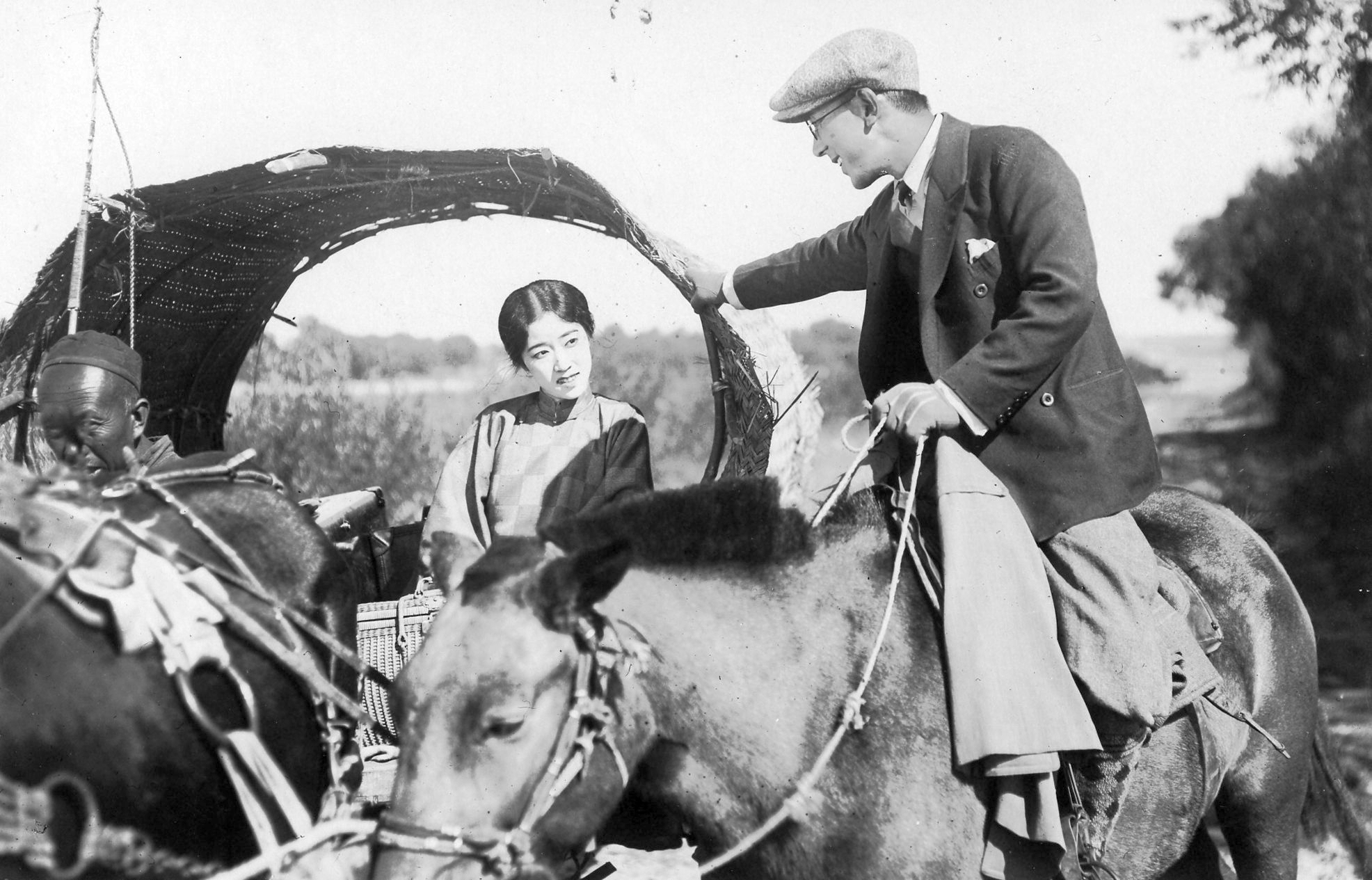
Yukiko Tsukuba et Masao Inoue dans Minzoku no sakebi (1928).

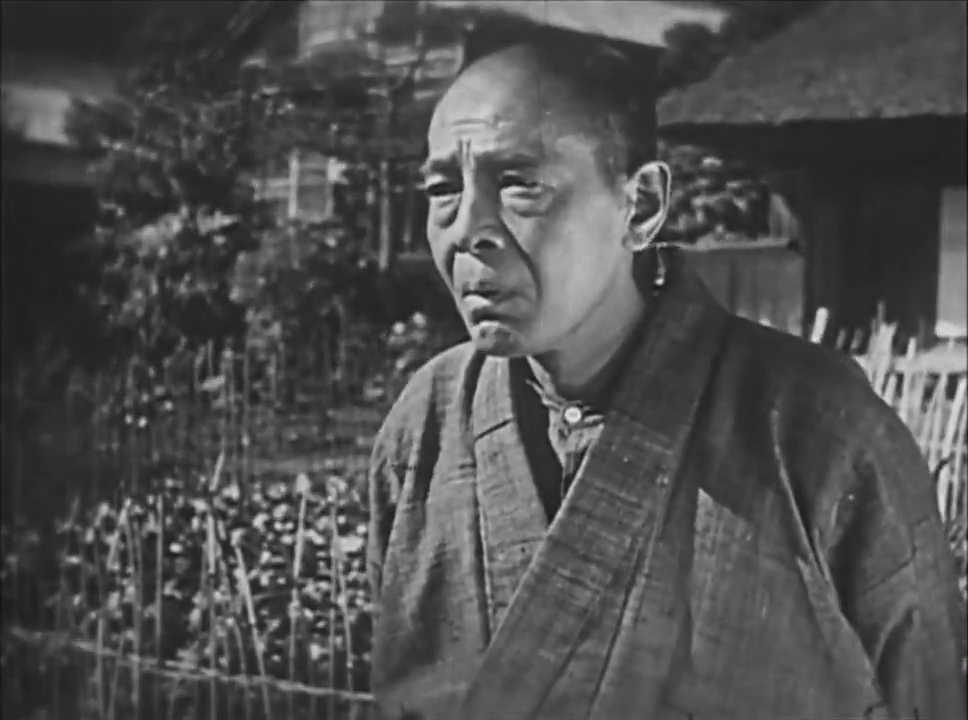
Masao Inoue dans Le Forgeron de la forêt (1929).

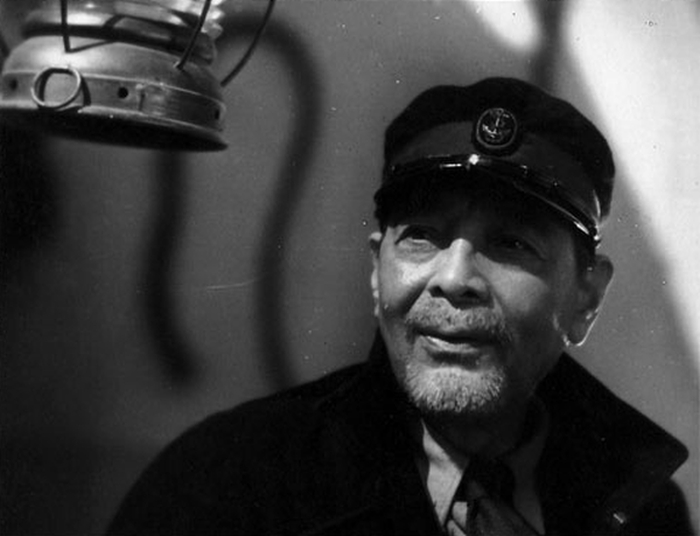
Masao Inoue dans Dix jours dans une vie (1941).

### Réalisateur
- 1917 : La Fille du capitaine (大尉の娘, Taii no musume?)
- 1917 : Dokusō (毒草?)

### Acteur
- 1917 : La Fille du capitaine (大尉の娘, Taii no musume?) de Masao Inoue
- 1917 : Dokusō (毒草?) de Masao Inoue
- 1921 : Kantsubaki (寒椿?) de Ryōha Hatanaka
- 1922 : Eien no nazo (永遠の謎?) de Hōtei Nomura
- 1923 : Aa mujō - Dai ippen: Hōrō no maki (噫無情 第一篇 放浪の巻?) de Kiyohiko Ushihara
- 1923 : Aa mujō - Dai nihen: Shichō no maki (噫無情 第二篇 市長の巻?) de Yoshinobu Ikeda
- 1924 : Le Paradis (天国, Tengoku?) de Yasujirō Shimazu : Murata Keiichi
- 1925 : La terre sourit (大地は微笑む, Daichi wa hohoemu?) de Yasujirō Shimazu et Kiyohiko Ushihara
- 1926 : Une page folle (狂った一頁, Kurutta Ippēji?) de Teinosuke Kinugasa : le concierge de l'asile
- 1928 : Une silhouette dans la nuit (人の世の姿, Hito no yo no sugata?) de Heinosuke Gosho
- 1928 : Minzoku no sakebi (民族の叫び?) de Hōtei Nomura
- 1929 : Le Forgeron de la forêt (森の鍛冶屋, Mori no kajiya?) de Hiroshi Shimizu : le forgeron Kyōsuke Ikeda
- 1929 : Tasogare no yuwaku (黄昏の誘惑?) de Yoshinobu Ikeda
- 1941 : Dix jours dans une vie (十日間の人生, Tōkakan no jinsei?) de Hiroshi Shimizu
- 1949 : Kane no naru oka: Dai san hen, kuro no maki (鐘の鳴る丘 第三篇クロの巻?) de Keisuke Sasaki : Kanzō Kagami